# Staro Petrovo Selo
Staro Petrovo Selo es un municipio de Croacia en el condado de Brod-Posavina.

## Geografía
Se encuentra a una altitud de 125 m s. n. m. a 153 km de la capital nacional, Zagreb.

## Demografía
En el censo 2011 el total de población del municipio fue de 5186 habitantes, distribuidos en las siguientes localidades:
- Blažević Dol - 154
- Donji Crnogovci - 131
- Godinjak - 664
- Gornji Crnogovci - 98
- Komarnica - 251
- Laze - 314
- Oštri Vrh - 162
- Starci - 4
- Staro Petrovo Selo -  1 572
- Štivica - 586
- Tisovac - 363
- Vladisovo - 14
- Vrbova - 873

| Gráfica de población de Staro Petrovo Selo 1857-2011                |
|                                                                     |
| Según los censos de población de la oficina estadística de Croacia. |